# 村田望
村田 望（むらた のぞみ）は、神奈川県出身の声楽家。フリーアナウンサーとしても活動。

## 来歴
- 国立音楽大学声楽科を卒業。
- 日本オペラ振興会オペラ歌手育成部第12期修了。
- 第5回、第6回京都フランス音楽アカデミー修了。
- 第2回フランス音楽コンクール入賞。
- 田島好一、中村浩子、ラッシェル・ヤカール、C.エダ・ピエールに師事。
- オペラ「フィガロの結婚」のケルビーノ、「コジ・ファン・トゥッテ」のデスピーナ、「カルメル会修道女の対話」のブランシュ、「ヘンゼルとグレーテル」のグレーテル、ミュージカル「サウンド・オブ・ミュージック」のマリア、「マイ・フェア・レディ」のイライザ、「王様と私」のアンナ、「南太平洋」のネリー、「メアリー・ポピンズ」のメアリーのほか、宗教曲、オラトリオのソリストなどで、神奈川県民ホール、神奈川県立音楽堂、横浜みなとみらいホール、カザルスホール、などに出演。

## 活動
- 1995年フィレンツェ・ジャパン・フェスティバルにおいて日本歌曲を披露。
- 2001年関内ホールにて日本に於けるイタリア年を記念した初リサイタルを開催。以後横浜において、隔年で語りを交えた独自のスタイルのリサイタルを行う。
- ベッリーニ生誕200年・日本に於けるイタリア年を記念してカンツォーネ・プログラム（2001年）
- フォーレの世界・ディズニー名曲集（2003年）
- フランス近代音楽のエスプリ・ヒットミュージカルを生んだ3人の巨匠たち（2005年）
- Viva Venezia!・ウエストサイド物語（2007年）
- 五線譜をキャンバスにかえ、メロディーの絵筆で描く(2009年）
- Les saisons de la vie～人生の季節～(2011年）
- 時をつなぐ　安らぎの歌(2013年）
- また音楽活動と共に、現在フリーアナウンサーとしてCSスカイAのTV番組「心のともしび」の聞き手、音楽会・イベントの司会、映像や書籍とタイアップしたDVD、CDのナレーション、朗読など語りの分野でも活躍。
- ナレーション：「中国語会話がびっくりするほど身につく本」（あさ出版）「ドイツがびっくりするほど話せる本」（あさ出版）
- 2008年5月1日　YouTube　Nozomi Murata "La regata veneziana" Rossini『村田　望　ロッシーニを歌う』に投稿される！
- 2010年4月から　「歌と語りのトレーニング～言葉を伝える歌唱法～」の講座を開講

- ＣＤプーランク「画家の仕事」(2009年）
- http://nozomi-murata.com/

| スタブアイコン | サブスタブ | この項目は、まだ閲覧者の調べものの参照としては役立たない、歌手に関連した書きかけの項目です。この項目を加筆・訂正などしてくださる協力者を求めています（P:音楽/PJ:芸能人）。 |